# دکترین ولفوویتز

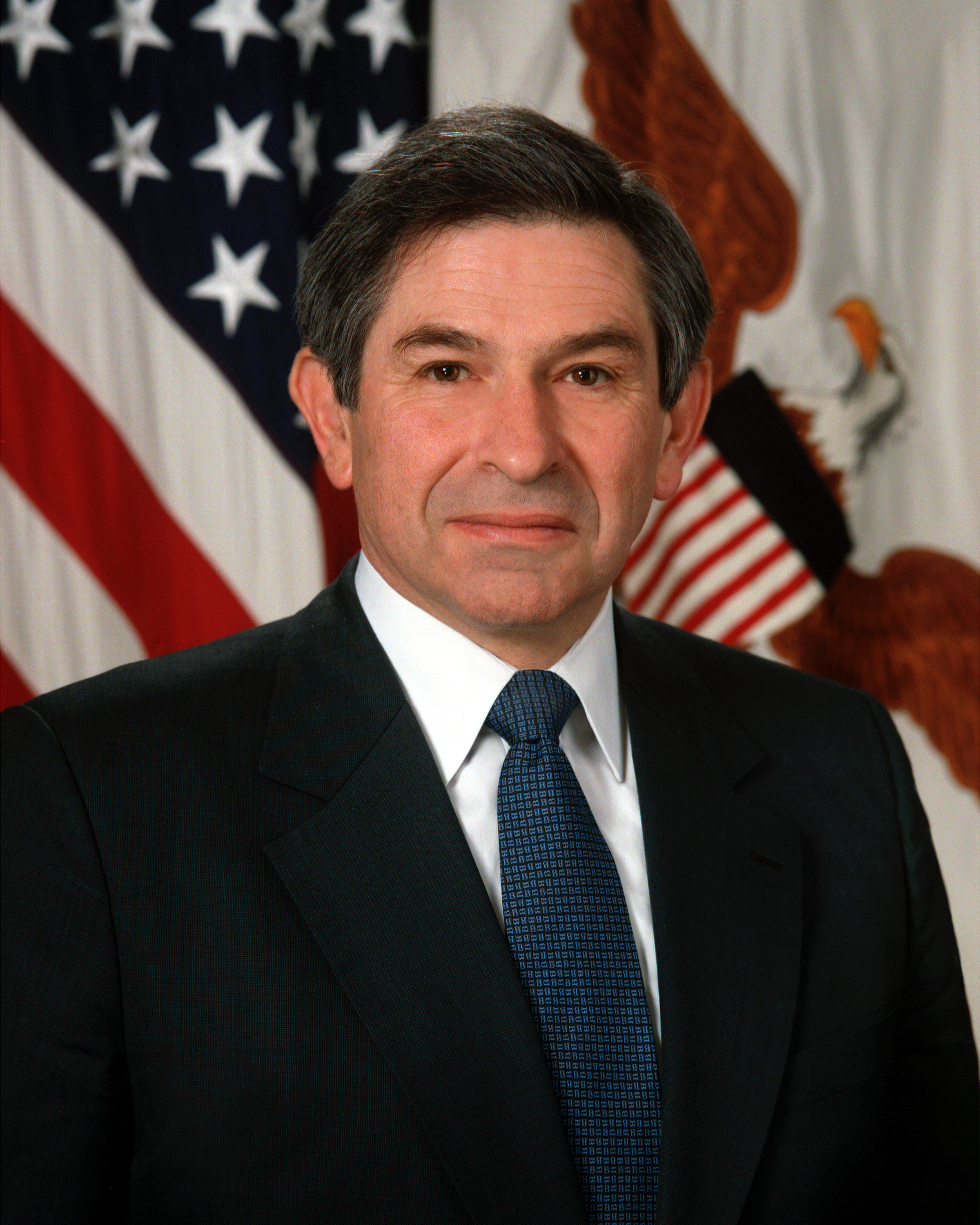

دکترین ولفوویتز نام غیررسمی نسخه اولیه راهنمای برنامه‌ریزی دفاعی برای سال‌های مالی ۱۹۹۴-۱۹۹۹ است (تاریخ‌گذاری شده در ۱۸ فوریه ۱۹۹۲) که توسط پل ولفوویتز، معاون وزیر دفاع ایالات متحده برای سیاست‌گذاری و معاونش اسکوتِر لیبی منتشر شد. این سند که برای انتشار عمومی در نظر گرفته نشده بود، در ۷ مارس ۱۹۹۲ به نیویورک تایمز درز کرد و باعث جنجال عمومی در مورد سیاست خارجی و دفاعی ایالات متحده شد. این سند به طور گسترده‌ای به عنوان امپریالیستی مورد انتقاد قرار گرفت، زیرا سیاست یکجانبه‌گرایی و اقدام نظامی پیش‌گیرانه برای سرکوب تهدیدات احتمالی از سوی سایر کشورها و جلوگیری از تبدیل دیکتاتوری‌ها به ابرقدرت‌ها را ترسیم کرده بود.
چنان اعتراضات شدیدی به این سند صورت گرفت که تحت نظارت دقیق دیک چینی، وزیر دفاع ایالات متحده، و کالین پاول، رئیس ستاد مشترک ارتش، به سرعت بازنویسی شد و در ۱۶ آوریل ۱۹۹۲ به طور رسمی منتشر شد. بسیاری از اصول این سند در دکترین بوش دوباره ظاهر شدند، که سناتور ادوارد ام. کندی آن را "فراخوانی برای امپریالیسم آمریکایی قرن بیست و یکم که هیچ کشور دیگری نمی‌تواند و نباید آن را بپذیرد" توصیف کرد.
ولفوویتز در نهایت مسئول راهنمای برنامه‌ریزی دفاعی بود، زیرا از طریق دفتر او منتشر شد و منعکس‌کننده دیدگاه کلی او بود. وظیفه آماده‌سازی این سند به لیبی محول شد، که فرآیند نوشتن استراتژی جدید را به زلمی خلیل‌زاد، یکی از اعضای کارکنان لیبی و دستیار قدیمی ولفوویتز، واگذار کرد. در مرحله اولیه تهیه سند، خلیل‌زاد نظرات طیف گسترده‌ای از افراد درون و بیرون پنتاگون،از جمله اندرو مارشال، ریچارد پرل و استاد دانشگاه شیکاگو ولفوویتز، استراتژیست هسته‌ای آلبرت وولستتر، را جویا شد. خلیل‌زاد پیش‌نویس را در مارس ۱۹۹۲ تکمیل کرد و از لیبی درخواست کرد تا اجازه دهد آن را در اختیار دیگر مقامات پنتاگون قرار دهد. لیبی موافقت کرد و ظرف سه روز پیش‌نویس خلیل‌زاد توسط "یک مقام که اعتقاد داشت این بحث استراتژی پساجنگ سرد باید در حوزه عمومی انجام شود" به نیویورک تایمز منتشر شد.

## مقالات دکترین

### وضعیت ابرقدرت
این دکترین وضعیت ایالات متحده به عنوان تنها ابرقدرت باقی‌مانده جهان پس از فروپاشی اتحاد جماهیر شوروی در پایان جنگ سرد را اعلام می‌کند و هدف اصلی آن را حفظ این وضعیت معرفی می‌کند.
اولین هدف ما جلوگیری از ظهور مجدد یک رقیب جدید است، چه در قلمرو اتحاد جماهیر شوروی سابق و چه در جاهای دیگر، که تهدیدی مشابه تهدید قبلی اتحاد جماهیر شوروی را ایجاد کند. این یک ملاحظه غالب است که استراتژی جدید دفاع منطقه‌ای را تحت‌الشعاع قرار می‌دهد و مستلزم آن است که ما تلاش کنیم از تسلط هر قدرت خصمانه بر منطقه‌ای که منابع آن، تحت کنترل متحد، برای ایجاد قدرت جهانی کافی باشد، جلوگیری کنیم.
اساسی‌ترین هدف ما جلوگیری یا شکست حمله از هر منبعی است... هدف دوم تقویت و گسترش سیستم ترتیبات دفاعی است که کشورهای دموکراتیک و همفکر را در دفاع مشترک در برابر تجاوز متحد می‌کند، عادات همکاری را ایجاد می‌کند، از ملی‌سازی مجدد سیاست‌های امنیتی جلوگیری می‌کند و امنیت را با هزینه‌ها و ریسک‌های کمتری برای همه فراهم می‌کند. ترجیح ما برای یک پاسخ جمعی برای جلوگیری از تهدیدات یا در صورت لزوم، مقابله با آن‌ها، ویژگی کلیدی استراتژی دفاع منطقه‌ای ماست. هدف سوم جلوگیری از تسلط هر قدرت خصمانه بر منطقه‌ای است که برای منافع ما حیاتی است و همچنین تقویت موانع در برابر ظهور مجدد تهدید جهانی برای منافع ایالات متحده و متحدان آن.

### برتری آمریکا
این دکترین نقش رهبری ایالات متحده را در نظم جدید جهانی تعیین می‌کند.
ایالات متحده باید رهبری لازم برای ایجاد و حفاظت از نظمی جدید را نشان دهد که امید به قانع کردن رقبا بالقوه را دارد که نیاز نیست به نقش بزرگتری تمایل داشته باشند یا موضع تهاجمی‌تری برای حفاظت از منافع مشروع خود اتخاذ کنند. در زمینه‌های غیر دفاعی، ما باید به اندازه کافی منافع کشورهای صنعتی پیشرفته را در نظر بگیریم تا آن‌ها را از به چالش کشیدن رهبری ما یا تلاش برای تغییر نظم سیاسی و اقتصادی مستقر بازداریم. ما باید مکانیزمی برای بازداشتن رقبا بالقوه از حتی تمایل به نقش بزرگتر منطقه‌ای یا جهانی حفظ کنیم.
یکی از وظایف اصلی که ما امروز در شکل‌دهی به آینده با آن مواجه هستیم، بردن ائتلاف‌های دیرینه به دوران جدید و تبدیل دشمنی‌های قدیمی به روابط همکاری جدید است. اگر ما و دیگر دموکراسی‌های پیشرو به ساختن جامعه امنیتی دموکراتیک ادامه دهیم، احتمالاً جهانی امن‌تر پدید خواهد آمد. اگر به طور جداگانه عمل کنیم، مشکلات دیگری می‌تواند رخ دهد.

### یک‌جانبه‌گرایی
این دکترین ارزش ائتلاف‌های بین‌المللی را کم اهمیت جلوه می‌دهد.
مانند ائتلافی که با تجاوز عراق مخالف بود، باید انتظار داشته باشیم ائتلاف‌های آینده تجمعات موقتی باشند، که اغلب از بحران پیش رو فراتر نمی‌روند، و در بسیاری از موارد تنها توافق کلی بر اهدافی که باید محقق شوند را دارا می‌باشند. با این حال، این حس که نظم جهانی در نهایت توسط ایالات متحده پشتیبانی می‌شود، یک عامل تثبیت‌کننده مهم خواهد بود.
برخی موقعیت‌ها مانند بحرانی که منجر به جنگ خلیج فارس شد، احتمالاً ائتلاف‌های موقتی را ایجاد می‌کند. ما باید برنامه‌ریزی کنیم تا ارزش این ائتلاف‌ها را به حداکثر برسانیم. این ممکن است شامل نقش‌های تخصصی برای نیروهای ما و همچنین توسعه شیوه‌های همکاری با دیگران باشد.

### مداخله پیشگیرانه
این دکترین بیان می‌کرد که ایالات متحده حق مداخله در هر زمان و مکانی که لازم بداند را دارد.
در حالی که ایالات متحده نمی‌تواند پلیس جهان شود و مسئولیت تصحیح هر نادرستی را بر عهده گیرد، ما مسئولیت برتر برای پرداختن به صورت انتخابی به آن نادرستی‌هایی که نه تنها منافع ما بلکه منافع متحدان یا دوستان ما را تهدید می‌کند یا می‌تواند روابط بین‌المللی را به طور جدی ناپایدار کند، حفظ خواهیم کرد.
در حالی که ایالات متحده نمی‌تواند پلیس جهان شود و مسئولیت حل هر مشکل امنیتی بین‌المللی را بر عهده گیرد، ما نمی‌توانیم اجازه دهیم که منافع حیاتی ما تنها به مکانیزم‌های بین‌المللی وابسته باشد که می‌تواند توسط کشورهایی که منافعشان بسیار متفاوت از ما است، مسدود شود. جایی که منافع متحدان ما به طور مستقیم تحت تأثیر قرار می‌گیرد، باید انتظار داشته باشیم که آن‌ها سهم مناسبی از مسئولیت را بر عهده گیرند و در برخی موارد نقش رهبری را ایفا کنند؛ اما ما توانایی‌های خود را برای پرداختن انتخابی به آن مشکلات امنیتی که منافع خود ما را تهدید می‌کند، حفظ می‌کنیم.